# Église Saint-Basle de Sept-Saulx
L'église Saint-Basle  de Sept-Saulx est une église du diocèse de Reims.

## Historique
L’église Saint-Basle, d’architecture romane, date du XIIe siècle et XIIIe siècle. Elle est classée aux monuments historiques depuis le 5 octobre 1920.

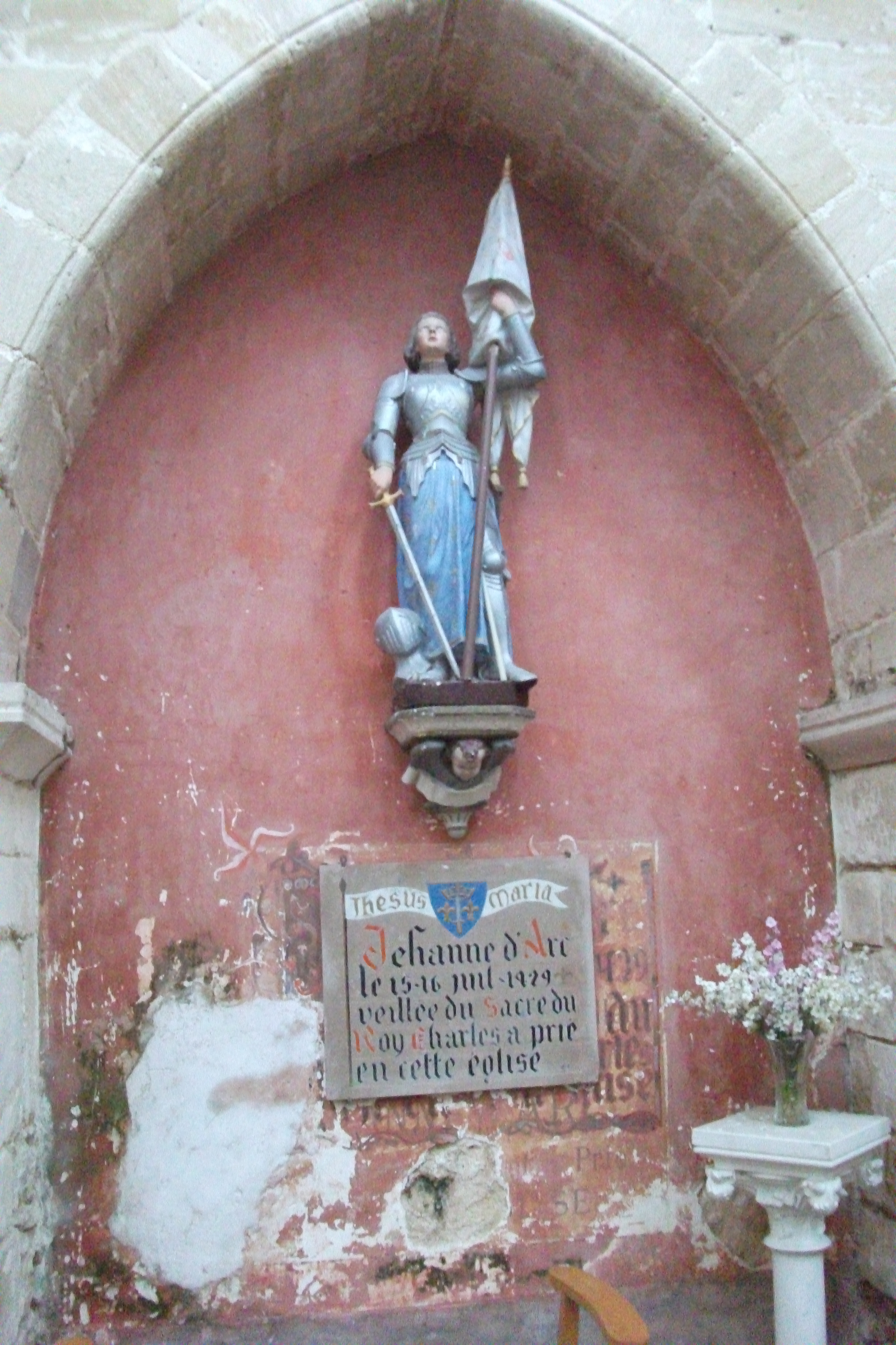
Hommage à Jeanne d'Arc passée par ici pour délivrer Reims.
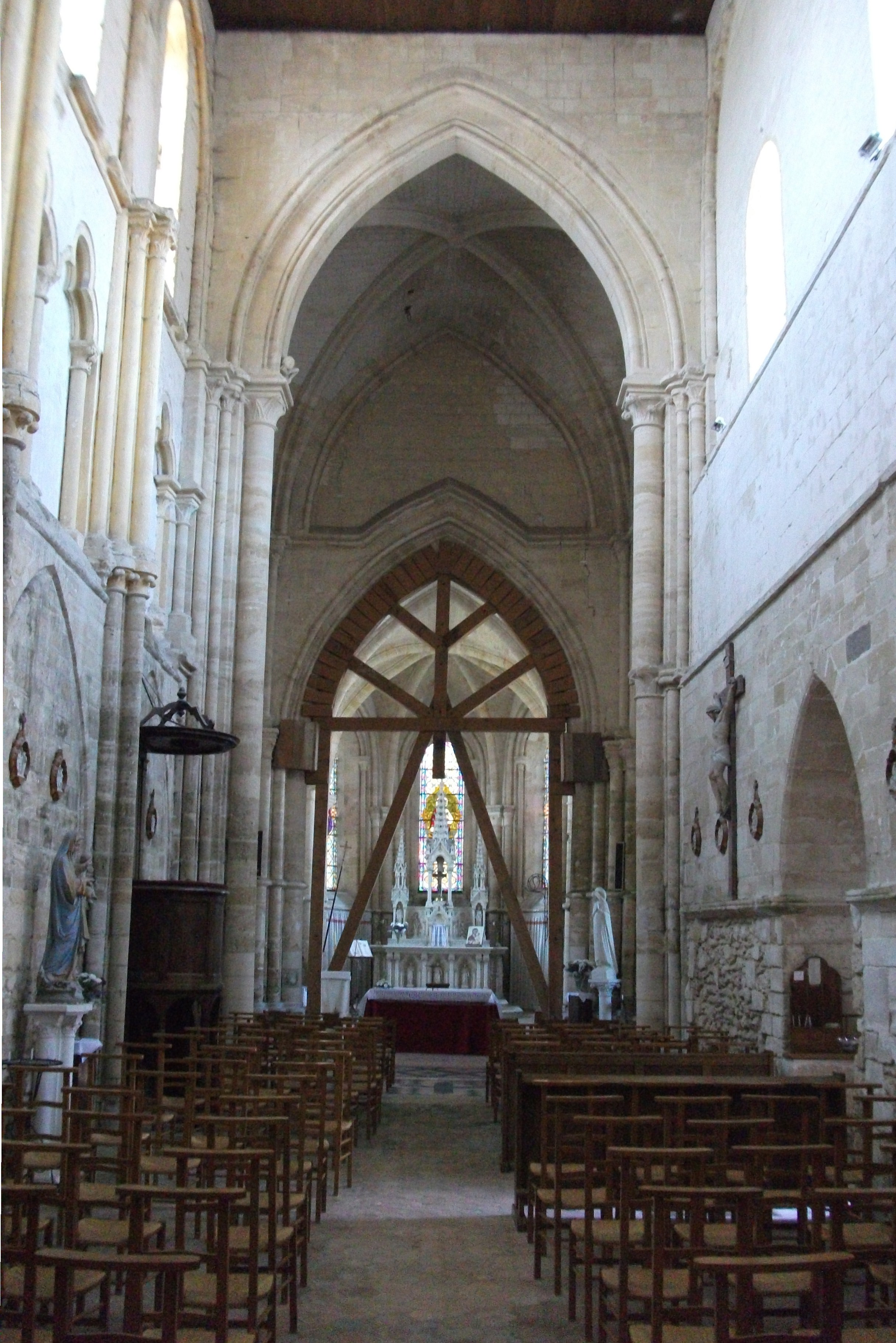
La nef.
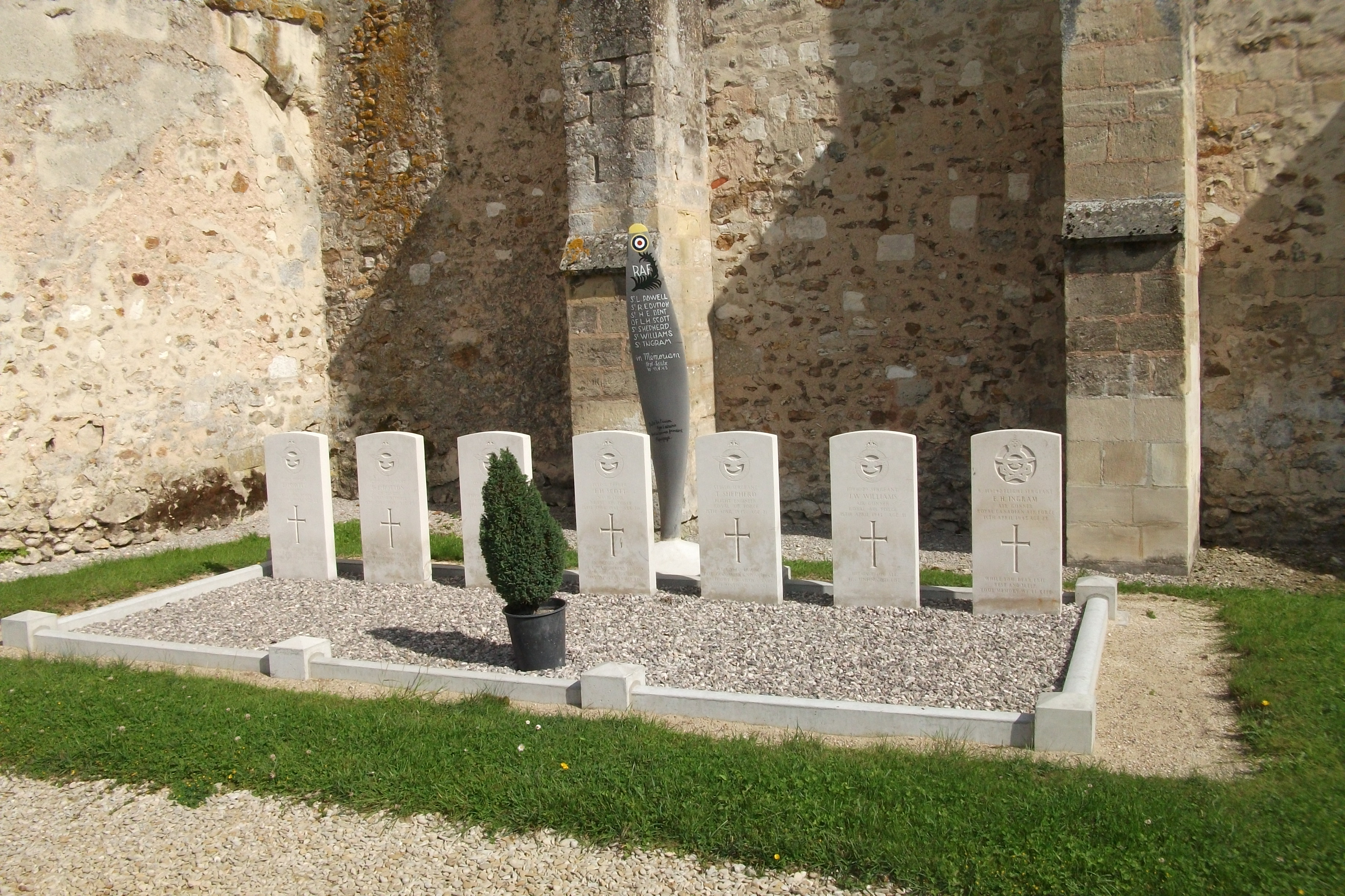
Aviateurs britanniques.
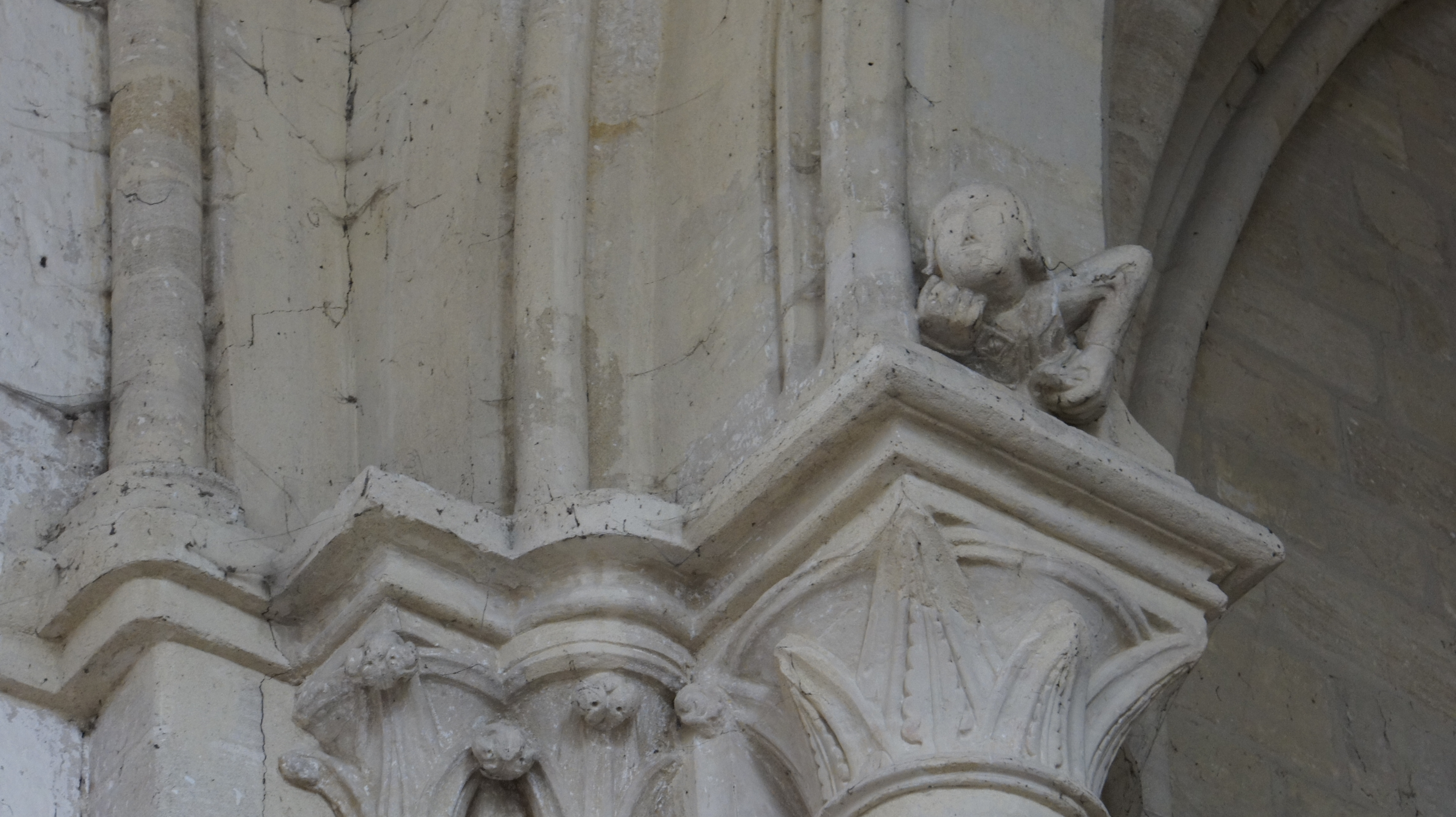
Chapiteau et grotesque.